# 제7군단지원단
제7군단지원단(7th Corps Support Group)은 미국 육군 제5(V)군단에 전투근무지원 임무를 수행하던 군단지원단이었다. 모토는 "onward with support".

## 역사
1944년 7월 31일 잉글랜드에서 제548병참단으로 구상하여 창설되었다. 라인란트 전역에 참가하였고, 1947년 7월 20일에 동원해제로 해산하였다가 11월 18일에 제7병참단으로서 10년동안 활동하다가 1957년 9월 20일, 독일에서 해산하였다. 1985년 Crailsheim의 맥키 막사에서 제7지원단으로 또 소집되어 주둔하다가 걸프 전쟁이 발발하자, 1990년 11월 8일에 사막 방패 작전과 사막 폭풍 작전에 참전하였다. 1993년 냉전 종결로 유럽 미군이 축소되는 와중에 제71군단지원대대가 예속되었다. 그리고 주둔지 정리로 1995년 밤베르크의 워너 막사로 옮겨갔다.
2005년, 전투지원부대 체계 도입에 따라 제16지원단과 제16지원여단으로 합쳐졌다.

## 부대
- 본부 및 본부중대 - 독일 밤베르크 워너 막사
- 제159항공연대, 7대대 (A, B중대) - 독일 Illesheim
- 제18군단지원대대 - 독일 빌섹
  - 제41수송중대
  - 제529병기중대
  - 제11수송중대(HET)
- 제71군단지원대대 "Mobile Repair" - 독일 밤베르크; 1993년 
  - 제147정비중대
  - 제240병참중대
  - 제317정비중대

## 기록

### 소속
- 제2군단지원사령부, 1985년
- 제3군단지원사령부, 1993년

### 계보
- 1944년 7월 31일, Headquarters and Headquarters Detachment, 548th Quartermaster Group
→제548병참단, 본부 및 본부분견대
- 1947년 11월 18일, Headquarters and Headquarters Detachment, 7th Quartermaster Group
→제7병참단, 본부 및 본부분견대
- 19??년, Headquarters and Headquarters Company, 7th Support Group
→제7지원단, 본부 및 본부중대
- 19??년, Headquarters and Headquarters Company, 7th corps support group
→제7군단지원, 본부 및 본부중대

### 전역
| 스트리머   | 내역               |
| ---------- | ------------------ |
| 서남아시아 | 서남아시아, 1990년 |
| 서남아시아 | 서남아시아, 1991년 |

## 참고
- “7th Corps Support Group”. 《globalsecurity.org》 (영어). 2023년 8월 9일에 확인함.